# Хіос (місто)
Хіос (грец. Χίος) — місто та порт Греції, головне місто острова Хіос та столиця ному Хіос.

## Історія
Хірос у 5 столітті до н. е. був членом Першого Афінського морського союзу. З 477 до н. е. користувався певною автономією. Проте 413 до н. е. відєднався від Афін та приєднався до Спарти. Півстоліття точилась боротьба між Афінами та Спартою за володарювання на отсрові.
У 387 до н. е. союз Хіому з Афінами був відновлений. Анталкідів мир хоча й похитнув його, 377 до н. е. він був знову відновлений. У 357 до н. е. знову відпав від афінян, але 355 до н. е. Хіос уклав мир з афінянами, але останні повинні були визнати відділення міста та острова в цілому від Морського союзу.
До середини 14 століття Хіос знаходився під владою візантійських імператорів. У 1346 р. генуезька торгова компанія завоювала та колонізовала острів.
У 1566 Хіосом заволоділи турки. Під турецьким пануванням населення острова Хіос, переважно грецьке, отримало великі привілеї: хоча воно і знаходилося під управлінням турецького аги, але користувалося правом вибору зі свого середовища посадових осіб. Хіос слугував великим портом для суден імперії Османів, що плавали між Константинополем, Сирією та Олександрією.
Період добробуту закінчився для мешканців Хіосу у добу Грецької війни за незалежність. У 1822 р. турки розорили і спустошили місто. Невдовзі 1881 р. на острові відбувся потужний землетрус, що тривав з перервами довше тижня: більше 3 000 осіб загинуло, а саме місто Хіос було тотально зруйноване.

## Персоналії
- Андреас Папандреу — прем'єр-міністр Греції в 1981—1989 та 1993—1996 роках.
- Мікіс Теодоракіс — новогрецький композитор.
- Іон Хіоський — поет 5 століття до н. е., залишив записки про заснування міста.
- Гіппократ Хіоський — давньогрецький математик і астроном.
- Феопомп — давньогрецький оратор.
- Аристон Хіоський — філософ-стоїк.
- Лев Аллацій — златинізований грецький письменник, очолював Ватиканську бібліотеку.
- Іоанніс Вурос — педагог, медик, засновник медичної науки в новій Греції.
- Георгіос Калвокорессіс — офіцер ВМС США, дослідник Тихого океану.

## Міста-побратими
- Брезно, Словаччина
- Генуя, Італія
- Кіренія, Кіпр
- Дінан, Бельгія